# Managua (departament)
Managua – jeden z 15 departamentów Nikaragui, położony w zachodniej części kraju. Obejmuje swoim zasięgiem najgęściej zaludnione obszary nad jeziorem Managua oraz część wybrzeża atlantyckiego.
Według danych ze spisu ludności z 1995 w departamencie tym zamieszkiwało 1/4 ludności całego kraju. Jednocześnie ludność koncentruje się w stolicy departamentu i całego kraju Managui (864,2 tys. mieszk.). Inne ważne miasto tego departamentu to Tipitapa (67,9 tys.).

## Gminy (municipios)
1. Ciudad Sandino
2. El Crucero
3. Managua
4. Mateare
5. San Francisco Libre
6. San Rafael del Sur
7. Ticuantepe
8. Tipitapa
9. Villa Carlos Fonseca
10. Montelimar Beach